# Astynome
Les astynomes (en grec ancien ἀστυνόμοι) sont des magistrats de la démocratie athénienne appartenant au groupe des édiles. Ils siégeaient pour un an et étaient chargés de la propreté et de la police des rues d'Athènes. Au nombre de dix, les astynomes étaient tirés au sort et répartis en deux groupes : cinq à Athènes, cinq au port du Pirée,.
Dans sa Constitution d'Athènes, Aristote décrit avec précision le rôle des astynomes qui, en plusieurs de leurs prérogatives, veillaient à l'application de la loi comme c'était le cas pour les instrumentistes louées pour des banquets: « "Ils ont sous leur surveillance les joueuses de flûtes, de lyre et de cithare. ils veillent aussi a ce que les boueurs ne déchargent point d'ordures à moins de dix stades des fortifications. Ils empêchent de construire sur la voie publique. Ils enlèvent les cadavres trouvés dans la rue [...]" »
Leon Homo, décrit le rôle des astrynomes comme polyvalent dans son oeuvre Rome impériale et l'urbanisme dans l'antiquité, ainsi il cite : "réunissant ainsi en leur mains la police des mœurs, la législation du bâtiment et le service de la voirie."  